# Enrique Hoyos
Enrique Hoyos (n. Ilobasco, 15 de julio de 1810 - m. Cojutepeque, 12 de noviembre de 1859) era un escritor y político de El Salvador.

## Biografía
Nació en Ilobasco en el 15 de julio de 1810, hijo de doña Francisca Úrsula de Hoyos. Permaneció en Ilobasco bajo los cuidados de doña Carmen Escamilla, en cuya casa nació. Cuando tenía 10 años, sus más inmediatos parientes lo trasladaron a San Vicente, donde concluyó su educación primaria y comenzó a estudiar latín.
En 1823, la familia de Hoyos se trasladaron a Guatemala donde continuó sus estudios de latinidad y cursó filosofía.
En 1829, se trasladó a La Habana, donde fue paje del Arzobispo Casaus. Aquí comenzó a estudiar para el sacerdocio por complacer a su tía, doña Josefa Hoyos, quién quería que abrace la carrera eclesiástica. Cuando estaba para recibir las órdenes sagradas, escribió a su familia para que lo hiciesen regresar a Guatemala, manifestando franca y resueltamente que no deseaba ordenarse. Ante esto, su familia le hizo regresar en 1831.
De regreso en Guatemala, emprendió sus estudios de derecho y se graduó de bachiller. Interrumpió su pasantía para trasladarse a San Vicente con su tío José María López. En 1836, contrajo matrimonio con Lorenza Molina, de una de las primeras familias de San Vicente.
Poco después de su matrimonio, se trasladó a San Salvador, donde trabajó como Jefe de Sección del Ministerio de Hacienda Federal.
En 1841, se hizo abogado y al poco tiempo fue nombrado asesor del Departamento de Cuscatlán. En esta época, se dedicó a servicios alternativamente en el ramo judicial y el político y gubernativo. Durante algún tiempo fue Juez de Hacienda, Juez de Primera Instancia del Departamento de Cuscatlán, Ministro de Relaciones Exteriores y Diputado a la Legislatura de la República.
En 1845, publicó su libro "Apóstrofes".
Fue muy destacado en lo social, literario y político. Fungió como ministro de relaciones exteriores, diputado, juez de primera instancia, y catedrático de la Universidad Nacional. Fue el presidente del Cuerpo Legislativo de El Salvador en el año 1847. En septiembre de 1849, descubrió una mina de carbón de piedra en las inmediaciones de Ilobasco y en el río de los Frailes, esa mina fue denunciada formalmente y admitida por el juez de hacienda del departamento de Cuscatlán, Francisco Revelo, en el 28 de septiembre del mismo año.
Por acuerdo hecho el 21 de febrero de 1854 se le encargó al señor licenciado don Enrique Hoyos la redacción del periódico oficial del gobierno: La Gaceta del Gobierno del Salvador en la América Central. Luego fue nombrado auditor general de guerra.
En el 6 de julio de 1856, por la madrugada, Enrique Terrelonge, vecino de Cubulco, Guatemala, a quién se le había dado hospedaje, se hurtó de la casa de don Enrique Hoyos un caballo, una mula, una espada vaina de acero con tiros, tres frenos aperados, una montura, una azalea peruana celeste, un plato de plata, y un puñal de lujo, todo costando un total de 250 pesos perdidos.
Fue nombrado como diputado para el Congreso Nacional que se reunió en Tegucigalpa por el año de 1852. Un acuerdo gubernamental hecho por el ministro general, Irungaray, en el 4 de abril de 1859, dejó la redacción de la Gaceta del Salvador bajo su cargo y al mismo tiempo lo nombró Juez general de Hacienda. Cuando en el 6 de septiembre de 1859 se decretó que el Claustro de Consiliarios o Junta de gobierno de la Universidad de la República se reemplace con un Consejo de Instrucción pública, el licenciado don Enrique Hoyos formó parte del consejo como Primer Consiliario por la sección de Ciencias y Letras.

### Enfermedad y muerte
En el 28 de septiembre de 1859, se anunció en la Gaceta Oficial que Enrique Hoyos, el redactor del periódico había estado enfermo por más de una semana, por eso no salió el número que correspondió el último sábado 24 de septiembre, también se anunció que estaba en "plena convalecencia". En el 12 de octubre pidió órdenes para Cojutepeque a donde se iba a trasladar temporalmente para restablecer su salud. Por la grave enfermedad de Enrique Hoyos, fue nombrado el licenciado don Braulio Viteri para desempeñar el cargo de Auditor general de Guerra y Marina mientras duraba el impedimento el señor Hoyos. Renunció el cargo de Juez general de Hacienda y en el 21 de octubre el presidente nombró al licenciado don Tomás Ayón para tomar el cargo. En el sábado, 12 de noviembre, a las siete de la mañana, falleció en Cojutepeque por causa de su larga disentería, un infarto del hígado, apenas contando con 45 años de edad. Según el artículo necrológico en la Gaceta Oficial, sus últimas palabras eran: "Mi único y mayor amigo en mis postreros momentos, ha sido el Señor Barrios," por la ayuda que le había proporcionado para su recuperación en Cojutepeque.

## Obras
Es notable por su libro "Apostrofes" publicado en 1845 y es considerado una obra en el estilo de romanticismo.
En la "Guirnalda salvadoreña", publicada en 1884, aparecen algunos de sus poemas incluyendo:
- Canto popular (A ella)
- Mi esperanza
- La constricción de un abogado (soneto)
- Canción
- A Lorenza (soneto)
- A Nice
- Soneto (Para la tumba del Benemérito Coronel José A. Carvallo, que murió en la Campaña de 1845)

## Dedicaciones
El parque central y una calle principal de Ilobasco llevan su nombre.